# Saelred d'Essex

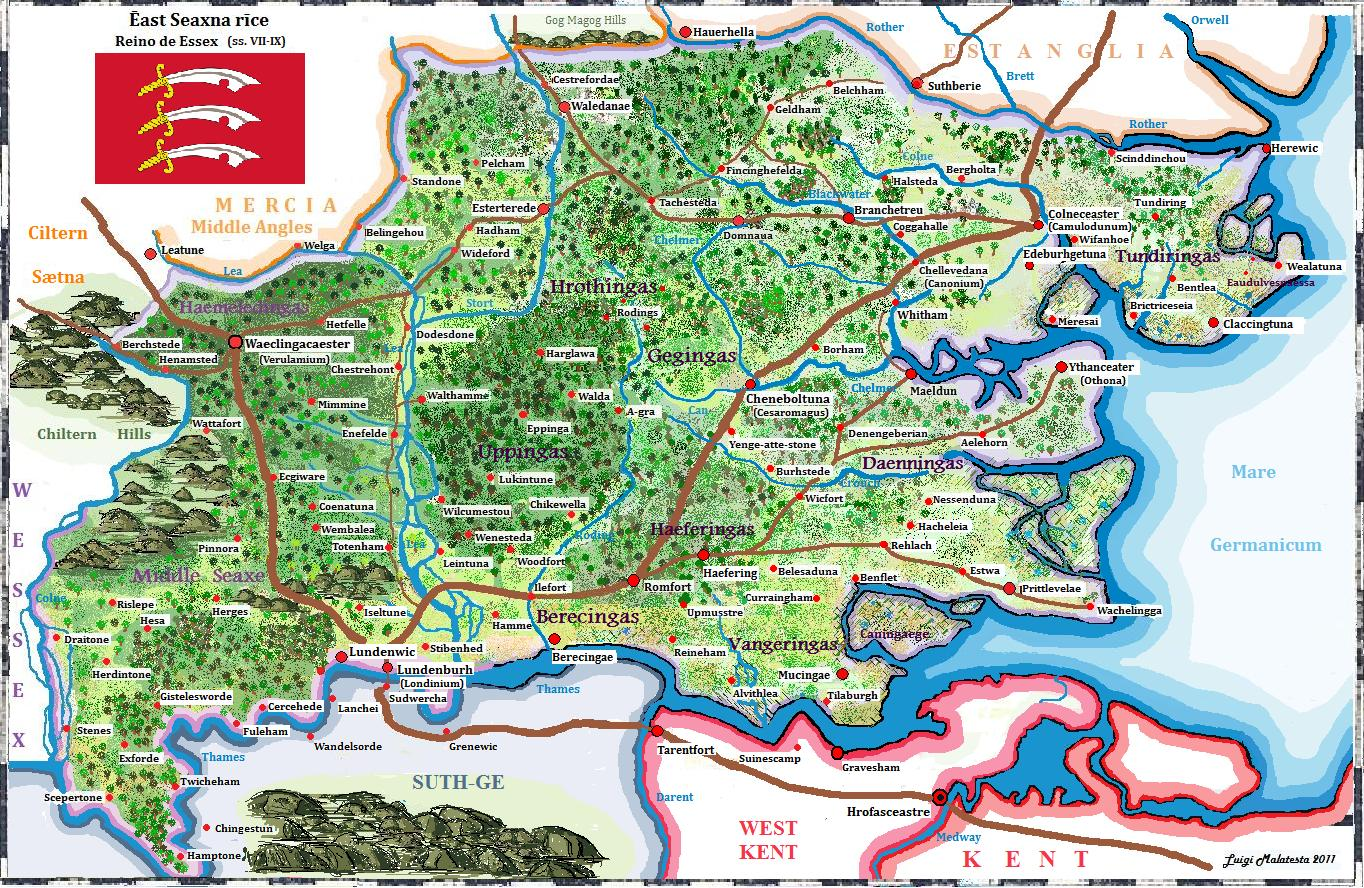
Mapa del reialme d'Essex durant el seu regnat.

Saelred (també escrit Selered) va ser rei d'Essex, després de l'abdicació d'Offa. Va ser escollit per aquest càrrec per ser descendent del rei Sledda d'Essex per via de Sigiberht. El període del seu regnat va del 709 al 746, època en què aquest país era una dependència del regne de Mèrcia.
Hi ha molt poca informació sobre el seu regnat. És probable que exercís el govern conjuntament amb Swaefbert, el qual potser va estar al càrrec de la regió de Middlesex.
Se sap que la data de la seva mort va ser el 746 perquè s'esmenta a la Crònica anglosaxona, però no se'n descriuen les circumstàncies. El va succeir Swithred, que era net de Sigeheard, mentre que el fill de Saelred, anomenat Sigeric, va succeir a Swithred.